# NGC 3717
NGC 3717 (другие обозначения — ESO 439-15, MCG -5-27-15, UGCA 238, AM 1129-300, IRAS11290-3001, PGC 35539) — спиральная галактика (Sb) в созвездии Гидры. Открыта Джоном Гершелем в 1834 году.
В радиодиапазоне наблюдается сложная картина излучения галактики. Большая часть потока в этом диапазоне излучается в диске, однако в 3 минутах дуги к северо-востоку и к юго-западу от центра наблюдается ещё два небольших пика мощности излучения. Полная область, где наблюдается радиоизлучение, имеет угловой радиус около 7 минут дуги.
Этот объект входит в число перечисленных в оригинальной редакции «Нового общего каталога».